# Solidariedade

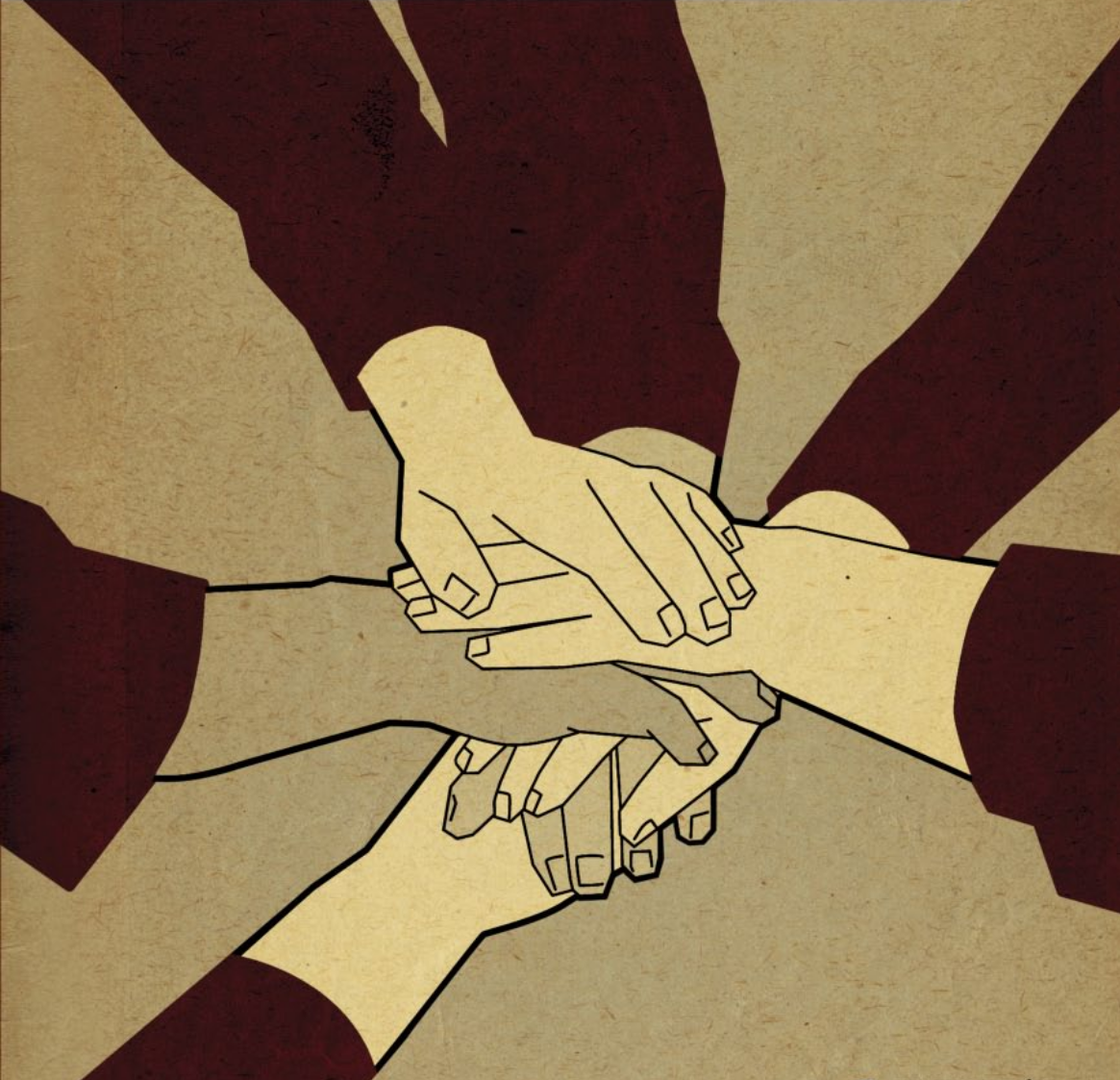
As mãos de diferentes povos e etnias juntas simbolizam a solidariedade e a cooperação.

A solidariedade é muito mais do que um simples gesto; é uma expressão profunda de empatia, respeito e compromisso com o bem-estar do outro. Manifesta-se como um elo que une as pessoas através da compreensão, da partilha e da vontade de ajudar, mesmo quando isso implica algum sacrifício pessoal. Ser solidário significa agir em favor de alguém, não por obrigação, mas por genuína preocupação com o bem comum.
Este valor humano traduz-se numa cooperação mútua entre indivíduos, em que cada um se dispõe a apoiar o outro nas dificuldades, contribuindo para a superação conjunta de obstáculos. Vai além da ajuda pontual: implica uma ligação de identificação e pertença, em que os membros de uma comunidade reconhecem que estão ligados por laços de humanidade, responsabilidade e compromisso.
A solidariedade também representa uma interdependência de sentimentos, ideias e propósitos, gerando um sentido de comunidade e de causa partilhada. Quando praticada de forma sincera, cria uma identidade coletiva, fortalecendo os laços sociais e promovendo uma convivência mais justa, equilibrada e harmoniosa.
Em resumo, a solidariedade não é apenas uma atitude de apoio; é um princípio ético que sustenta a convivência humana, uma forma de nos reconhecermos uns nos outros e de construirmos, juntos, um mundo mais fraterno e cooperativo.
Na sociologia, existe o conceito de solidariedade social, que subentende a ideia de que os seus praticantes se sintam integrantes de uma mesma comunidade e, portanto, sintam-se interdependentes.
O que forma a base da solidariedade e como ela é implementada varia entre as sociedades. Nas sociedades mais pobres, pode basear-se principalmente no parentesco e nos valores compartilhados, enquanto as sociedades mais desenvolvidas acumulam-se várias teorias sobre o que contribui para um senso de solidariedade, também chamada de coesão social.
O dia internacional da solidariedade é 20 de dezembro. A solidariedade também é um dos seis princípios da Carta dos Direitos Fundamentais da União Europeia e também é mencionada na Declaração Universal de Bioética e Direitos Humanos, mas sem conceito claramente definidos. À medida que a pesquisa e a produção de biotecnologia e aprimoramento biomédico aumentam, é importante a necessidade de definição distinta de solidariedade nas estruturas dos sistemas de saúde.